# Seznam makedonskih pisateljev
Seznam makedonskih pisateljev.

## A
- Gjorgji Abadžiev
- Venko Andonovski
- Cane Andreevski
- Petre M. Andreevski
- Tome Arsovski

## B
- Boris Bojadžiski
- Genadi Bolinovski
- Jovan Boškovski
- Rumena Bužarovska

## C
- Marko Cepenkov (1829–1920)

## Č
- Kole Čašule
- Vojdan (pop Georgiev) Černodrinski
- Živko Čingo

## D
- Lidija Dimkovska
- Simon Drakul
- Dejan Dukovski (dramatik, scenarist)

## G
- Taško Georgievski
- Bogomil Gjuzel / Bogomil Ǵuzel
- Sotir Guleski

## I
- Vasil Iljoski (1902-95)
- Blagoja Ivanov
- Srbo Ivanovski

## J
- Slavko Janevski
- Vladimir Jankovski
- Meto Jovanovski
- Mišo Juzmeski

## K
- Lazo Karovski
- Danilo Kocevski
- Žamila Kolonomos
- Savo Kostadinovski
- Vladimir Kostov
- Slavčo Koviloski
- Risto Krle (dramatik)
- Žarko Kujundžiski
- Katica Ḱulavkova

## L
- Petro Mitko Lazarpetrov
- Jordan Leov

## M
- Mitko Madžunkov
- Vlado Maleski
- Mateja Matevski
- Žanina Mirčevska
- Krste Misirkov
- Kata Misirkova Rumenova
- Dimitar Mitrev
- Tome Momirovski

## N
- Saško Nasev
- Olivera Nikolova ?

## P
- Anton Panov (dramatik)
- Anton Panov
- Jovan Pavlovski?
- Radovan Pavlovski?
- Kiril Pejčinovič
- Vidoe Podgorec
- Stale Popov
- Grigor Prličev
- Gjorgjija Pulevski

## R
- Mihail Rendžov
- Duško Rodev

## S
- (Resul Shabani)
- Goce Smilevski
- Dimitar Solev
- Georgi Stalev
- Luan Starova (*1941)
- Jovan Strezovski

## Š
- Petar Širilov
- Risto Šiškov

## T
- Dragan Taškovski (zgodovinar)
- Vasil Tocinovski
- Dragan "Gane" Todorovski (1929–2010)
- Ivan Točko (1914-73)
- Goran Trenčovski (tudi režiser)

## V
- Atanas Vangelov - Risto Vasilevski

## Ž
- Rajko Žinzifov